# 공-막대 모형

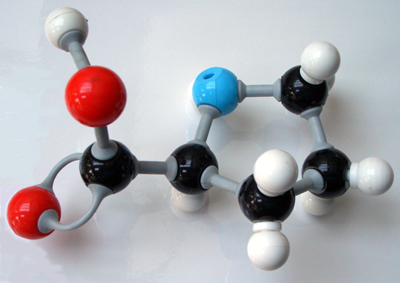
프롤린의 플라스틱 공-막대 모형

화학에서 공-막대 모형(Ball-and-stick model)은 원자들의 3차원 위치와 이들 간의 결합을 모두 나타내기 위한 화학 물질의 분자 모형이다. 원자들은 보통 구로 표현하며 이 결합들을 표현하는 막대들에 의해 연결된다. 이중, 삼중 결합은 보통은 각각 2개 또는 3개의 커브형 막대로 표현하며, 시그마나 파이 결합의 경우 올바르게 위치된 막대들로 표현한다.

## 역사
1865년, 독일의 화학자 아우구스트 빌헬름 폰 호프만은 공-막대 분자 모형을 최초로 개발한 사람이다. 그는 영국 왕립 연구소의 강의에서 이러한 모델을 사용하였다.

## 같이 보기
- 원자가 껍질 전자쌍 반발 이론